# Donald D. Chamberlin
Donald D. Chamberlin, né en 1944 à San José en Californie, est un informaticien américain principalement connu pour être l'un des principaux concepteurs de SQL, avec Raymond F. Boyce. Il a aussi fortement contribué au développement de XQuery.